# Mooreland (Oklahoma)
Mooreland és un poble dels Estats Units a l'estat d'Oklahoma. Segons el cens del 2000 tenia 1.226 habitants.

## Demografia
Segons el cens del 2000, Mooreland tenia 1.226 habitants, 477 habitatges, i 336 famílies. La densitat de població era de 570,3 habitants per km².
Dels 477 habitatges en un 34,2% hi vivien nens de menys de 18 anys, en un 56,8% hi vivien parelles casades, en un 10,7% dones solteres, i en un 29,4% no eren unitats familiars. En el 27,5% dels habitatges hi vivien persones soles el 15,7% de les quals corresponia a persones de 65 anys o més que vivien soles. El nombre mitjà de persones vivint en cada habitatge era de 2,47 i el nombre mitjà de persones que vivien en cada família era de 2,99.
Per edats la població es repartia de la següent manera: un 27,6% tenia menys de 18 anys, un 5,7% entre 18 i 24, un 23,8% entre 25 i 44, un 20,9% de 45 a 60 i un 22% 65 anys o més.
L'edat mediana era de 40 anys. Per cada 100 dones de 18 o més anys hi havia 80,9 homes.
La renda mediana per habitatge era de 31.680 $ i la renda mediana per família de 38.654 $. Els homes tenien una renda mediana de 28.906 $ mentre que les dones 21.574 $. La renda per capita de la població era de 16.657 $. Entorn del 9% de les famílies i el 10,4% de la població estaven per davall del llindar de pobresa.

## Poblacions més properes
El següent diagrama mostra les poblacions més properes.